# 勒马听风街
勒马听风街，是位于中华人民共和国河南省洛阳市瀍河回族区的一条狭窄的街道。

## 沿革
街名相传起源于关羽在此勒住战马，打探曹操在“九龙台”点兵的风声，因此得名。在当地还建有一座关帝庙，又称“勒马听风庙”。1927年冯玉祥在洛阳城关拆除掉数个神像，唯独保留了勒马听风庙。1999年，当地政府改造勒马听风街、正骨北路、东关大街、三井洞后街。